# Havoc Unit
Havoc Unit, anciennement connu sous le nom de ...and Oceans jusqu'en 2005, est un groupe de black metal à tendance metal industriel finlandais, originaire d'Helsinki. Au cours du temps, le groupe est passé du black metal symphonique des débuts à un metal industriel expérimental influencé par la musique électronique à partir de leur album A.M.G.O.D.
Après dix années d'existence sous le nom de...and Oceans et quatre albums studio, le groupe change pour Havoc Unit en 2005. Son album sous ce nouveau nom, h.IV+ (Hoarse Industrial Viremia), est publié en 2008. Après cinq ans, en 2013, le groupe redevient Festerday,

## Biographie
Le groupe se forme en 1989 sous le nom de Festerday et joue initialement du death metal. Il change de nom pour ...and Oceans en 1995, et le premier album du groupe s'intitule Dynamic Gallery of Thoughts, orienté black metal symphonique et publié au label français Season of Mist. The Symmetry of I – The Circle of O suit en 1998. Le groupe signe au label Century Media, qui publie l'album A.M. G.O.D.: Allotropic/Metamorphic Genesis of Dimorphism, décrit par AllMusic comme « de loin le meilleur du groupe », et le groupe se popularise significativement grâce à une tournée européenne avec Marduk, Vader, et Mortician. L'album Cypher, publié en 2002, est décrit par AllMusic comme du « cyber-metal scandinave », « comme si Skinny Puppy et Cannibal Corpse avaient eus un horrible bébé cyborg. » Les membres du groupe jouent aussi pour Rotten Sound, Deathbound, et 6 Billion Ways to Die.

## Membres

### Membres actuels
Havoc Unit
- Jos.f (Kena Strömsholm) – chant (depuis 1989)
- T.kunz (Timo Kontio) – guitare, basse (depuis 1989)
- Heinr.ich (Mika Aalto) – clavier (depuis 1999)
- Sa.myel (Sami Latva) – batterie, basse, guitare (depuis 2002)

### Anciens membres
…and Oceans
- de Monde « 7Even II » (Teemu Saari) – guitare (1989v2001)
- Martex « Cauldron, Grief, Mr. Plaster » (Jani Martikkala) – batterie (1997–2001)
- Mr. Oos — basse (1995–1997)
- Anti « Anzaar » – clavier (1997–2005)
- Pete (Petri Seikkula) – guitare (2001–2005)
- Jallu – basse
- Piia – clavier, violon

Festerday
- Teemu Kilponen – batterie (1990–1992)
- Jakke Mäki – basse (1990–1992)
- Jari Honkaniemi – basse (1989–1990)
- Miikka Timonen – batterie (1989–1990)
- Veijo Pulkkinen – batterie (1989–1990)

## Discographie
- 1997 : Mare Liberum (démo)
- 1998 : The Dynamic Gallery of Thoughts (album)
- 1998 : WAR Vol I (split avec Bloodthorn)
- 1999 : The Symmetry Of I - The Circle of O (album)
- 2000 : …and Oceans (compilation)
- 2001 : mOrphogenesis (compilation)
- 2001 : A.M.G.O.D. (album)
- 2002 : Cypher (album)
- 2003 : The Dynamic Gallery of Thoughts / The Symmetry of I - The Circle of O (compilation)
- 2007 : Synaesthesia (The requiem Reveries) (split avec Hävok Ünit et The Sin: Decay)